# Ivan Vladislavić
Ivan Vladislavić (* 1957 in Pretoria, Südafrikanische Union) ist ein Schriftsteller aus Südafrika.

## Leben
Ivan Vladislavić studierte afrikaanse und englische Literatur an der Witwatersrand-Universität und lebt seit Anfang der 1970er Jahre in Johannesburg. In den 1980er Jahren arbeitete er als Lektor des oppositionellen Verlags „Ravan Press“. Er war Mitherausgeber des Staffrider magazine und veröffentlichte gemeinsam mit Andries Oliphant die Anthologie Ten years of Staffrider. Seit 1989 arbeitet er als freier Lektor und Schriftsteller. Er ist Autor von Essays, Romanen und Erzählungen, gab Werke zu zeitgenössischer Kunst und Architektur heraus und schrieb Texte für Bücher der Fotografen David Goldblatt und Roger Palmer.
1998 erhielt er auf Einladung des Jurors, des späteren Nobelpreisträgers für Literatur J. M. Coetzee, ein Stipendium der Akademie Schloss Solitude in Stuttgart und hielt sich für ein Jahr in Deutschland auf. In dieser Zeit entstanden die ersten Zyklen für sein Buch Portrait with Keys. Joburg and What-What (dt. Titel Johannesburg. Insel aus Zufall), für das er 2007 mit dem renommierten Sunday Times Alan Paton Award ausgezeichnet wurde.
Als Gewinner des „sylt quelle cultural award Southern Africa“ erhielt er 2008 ein Stipendium in Rantum auf Sylt.
Vladislavić ist verheiratet und lebt mit seiner Familie seit 1992 in Kensington, einem Stadtteil von Johannesburg.

## Zitate
„Ich habe keine große epische Vision. Die Details interessieren mich mehr“

„Nur ein kleiner Prozentsatz der Gesellschaft ist kriminell, aber dieser Teil schafft es, den Rest in Geiselhaft zu nehmen“

„Armut und Arbeitslosigkeit führen dazu, dass die Betroffenen das eigene Leben nicht wertschätzen – und als Folge davon das Leben der anderen eben auch nicht“

## Auszeichnungen
- Olive Schreiner Prize (1991) für Missing Persons
- CNA Literary Award (1993) für The Folly
- Thomas Pringle Prize (1994) für die zwei Erzählungen Propaganda by Monuments und The WHITES ONLY Bench
- Noma-Preis für afrikanische Literatur (1997): „Honourable Mention für Propaganda by Monuments“.[2]
- Sunday Times Fiction Prize (2002) für The Restless Supermarket.
- Sunday Times Alan Paton Award for Nonfiction (2007) für Portrait with Keys: Joburg & What-What.
- Windham–Campbell Literature Prize  in der Kategorie Fictional (2015).

## Werke
als Autor
- Missing persons. Stories. David Philip Publ., Kapstadt 1989, ISBN 0-86486-138-9.
  - Die Terminalbar und andere endgültige Geschichten. Erzählungen aus Südafrika. dipa, Frankfurt am Main 1994 (übersetzt von Gabriele Cenefels), ISBN 3-7638-0323-8.
- The Folly. David Philip Publ., Kapstadt 1993, ISBN 0-86486-237-7.
  - Der Plan des Baumeisters. Roman. dipa, Frankfurt am Main 1998 (übersetzt von Marion Walter), ISBN 3-7638-0355-6.
- Propaganda by monuments & other stories. David Philip Publ., Kapstadt 1996, ISBN 0-86486-315-2.
- The Restless Supermarket. David Philip Publ., Kapstadt 2001, ISBN 0-86486-491-4.
- The Exploded View. Random House, Kapstadt 2004, ISBN 0-9584468-6-5.
- Portrait with Keys: the city of Joburg unlocked. Norton Books, New York 2009 (EA als Portrait with Keys. Joburg and What-What. Umuzi, Kapstadt 2006), ISBN 978-0-393-33540-8
  - Johannesburg. Insel aus Zufall (= Metropolen, Band 19). A1, München 2008 (übersetzt von Thomas Brückner), ISBN 978-3-86615-802-3.
- Mit David Goldblatt: TJ/Double Negative. Contrasto, Roma 2010, ISBN 978-88-6965-272-1.
  - Double Negative, Vorwort von Teju Cole, A1, München 2015 (übersetzt von Thomas Brückner), ISBN 978-3-940666-67-3.
- The Distance. Umuzi, Kapstadt 2019.
  - Schlagabtausch. Roman. Verlag Klaus Wagenbach, Berlin 2020 (übersetzt von Thomas Brückner), ISBN 978-3-8031-3320-5

als Herausgeber
- mit Hilton Judin: blank_. Architecture, apartheid and after. David Philip Publ., Kapstadt 1998, ISBN 90-5662-092-4 (Katalog der gleichnamigen Ausstellung im Nederlands Architectuurinstituut, Rotterdam, 16. Dezember 1998 bis 30. März 1999).
- T’kama Adamastor. Inventions of Africa in a South African Painting. University of the Witwatersrand, Johannesburg 2000.
- Willem Boshoff (= Taxi, Band 11). David Krut Publ., Johannesburg 2005, ISBN 0-9584860-1-8.
- mit Carlos Basualdo und Gabriele Guercio: William Kentridge. Tapestries. Yale University Press, New Haven, CN 2008, ISBN 978-0-87633-256-6 (Katalog der gleichnamigen Ausstellung, Philadelphia Museum of Art, 12. Dezember 2007 bis 6. April 2008).